# Pablo Jofré

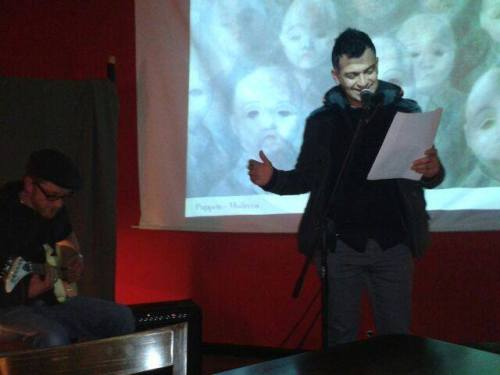
Pablo Jofré

Pablo Jofré (* 18. April 1974 in Santiago de Chile) ist ein chilenischer Dichter und Übersetzer. Er einer der meist übersetzten Dichter aus Lateinamerika.

## Leben und Werk
Pablo Jofré veröffentlichte zu Schulzeiten sein erstes Gedicht. Es folgten die Bände Abecedario (2009, 2012, 2016; auf Deutsch: Abecedar, 2017), Usted als Hommage an La Maladie de la mort von Marguerite Duras (die Ausgabe wird begleitet durch eine CD, auf der die Gedichte in musikalische Kunstwerke verwandelt wurden, realisiert durch den Komponisten Mario Peña y Lillo), sowie Extranjería (2017). Im Jahr 2019 erschien Berlin Manila, eine Gedichtsammlung, die eine Reise von Berlin nach Manila behandelt (auf Deutsch: Berlin – Manila 2021). Entre tanta calle (2020) sind seine gesammelte Werke (auf Deutsch: Straße um Straße, 2023).
Einige seiner Gedichte wurden vertont, verfilmt, sowie ganze Bände ins Griechische (Gavrielides, Athen 2015), Italienische (Ladolfi, Mailand 2017), Englische (Insert Blanc, Los Angeles, California 2017) und Französische (BSN Press, Lausanne 2019) übersetzt. Im Jahr 2023 veröffentlicht wurden Übersetzungen von Entre tanta calle ins Portugiesische durch Maria Alzira Brum Lemos (Entre tanta rua), ins Englische durch Shooks (Street by Street) und ins Französische durch Fankhauser (De rue en rue).
Jofré nahm teil an internationalen Literaturfestivals wie dem Poetry Parnassus (London, 2012), dem Festival Crossroads (New York, 2014), dem malaysischen George Town Literary Festival (2015 und 2016), dem Festival internazionale di poesia di Genova (2017), der Literatur Biennale in Jakarta (2017), sowie den Festivals Furia del Libro (Santiago) und FILVA (Valparaiso) (2018). Im Jahr 2020 nahm er am Enclave Festival in Mexiko-Stadt teil, am 21. Poesiefestival Berlin und am 2. Europäischen Literaturfestival Köln Kalk. Im Jahr 2022 nahm Jofré beim Festival Kerouac in Mexiko-Stadt teil.
In der Berliner Buchhandlung – Kulturraum Andenbuch kuratierte Jofré die Lesereihe Traduttore, traditore!; übersetzte Werke von Nora Gomringer, David Shook, Adrian Kasnitz, Odile Kennel und Elfriede Jelinek ins Spanische und war 2017–2021 Stipendiate Resident im Übersetzerhaus Looren und im Europäischen Übersetzer-Kollegium in Straelen. Gemeinsam mit dem Berliner Musiker Andi Meißner (E-Gitarre) leitet er das Duo Jofre Meissner Project, zu dessen Repertoire Gedichte von Extranjería, Abecedario und Usted gehören.

## Auszeichnungen und Stipendien
- 2009: Lagar Preis des Chilenischen Nationalwettbewerbs für Literatur Gabriela Mistral[13] (La Serena) für Abecedario.
- 2010: Premio Ciudad Sant Andreu de la Barca für das Gedicht LA DANZA DE LA EXISTENCIA[14] (in Extranjería)
- 2012: Sein Gedicht LA EDAD LIGERA (in Extranjería) nahm an der Aktion Bombing of poems[15] (Casagrande-Southbank Center) über den Jubilee Gardens in London
- 2016: Schreibestipendium des chilenischen Kulturministeriums für Berlin – Manila.
- 2017–24: Übersetzungsstipenden (Kunststiftung NRW, Pro Helvetia und DÜF).
- 2020: Sonderstipendium des Berliner Senats.

## Veröffentlichungen in deutscher Übersetzung
- Straße um Straße: Gesammelte Gedichte. Übersetzt von Barbara Buxbaum, Johanna Menzinger, Odile Kennel. paraistenoresse, 2023
- Berlin - Manila: Gedichte. Übersetzt von Odile Kennel. parasitenpresse, 2021
- Abecedar: Gedichte. Übersetzt von Barbara Buxbaum, Johanna Menzinger. parasitenpresse.